# Занимательная Греция
«Занимательная Греция. Рассказы о древнегреческой культуре» (1995) — научно-популярная книга Михаила Гаспарова.
Сам он называл её самым полезным, что он «сделал по части античности».

## Содержание

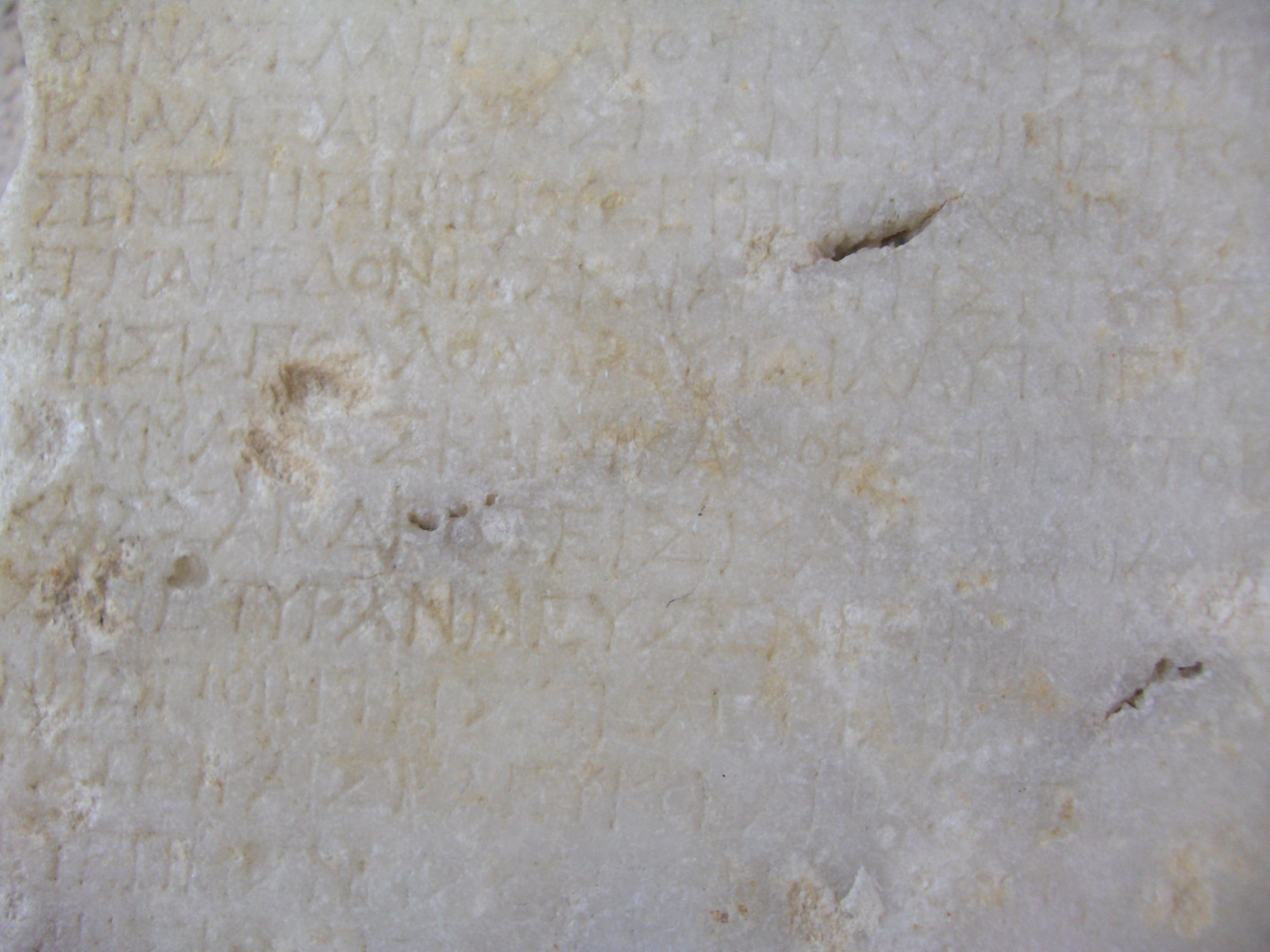
Книга начинается с рассказа о хронологической таблице из Пароса

Повествование в книге ведётся в хронологическом порядке — от переселения дорян до римского завоевания.
Гаспаров затрагивает разные стороны жизни древних греков: политику, войны, спортивные игры, религию, литературу, философию, быт (дом, еду, одежду, посуду), скульптуру, живопись, театр, науку и образование.
Он пересказывает легенды понимая, что они не вполне отражают исторические события.
В послесловии он специально оговаривается, что старался не рассказывать о мифологии, хотя мифы тоже упоминаются.

## История публикации. Критика
Книга была написана в 1980 году, о работе над ней Гаспаров упоминал в письме своему коллеге Юрию Щеглову. Автор предназначал её для школьников, но, по его словам, она была интересна и студентам, и преподавателям. Первая публикация произошла только в 1995 году. Книга неоднократно переиздавалась и заслужила положительные отзывы критиков.